# Démophile Laforest
Pour les articles homonymes, voir Laforest.
Démophile Laforest, né à Villié le 29 août 1795 et mort à St Leonards-on-Sea le 7 avril 1867, est une personnalité politique française, maire de Lyon et député de l’Assemblée nationale constituante en 1848. Il proclame la République pour Lyon lors de la Révolution française de 1848.

## Biographie
Démophile Laforest est fils d’un directeur de collège. Il sort en 1812 de l’École militaire de Saint-Cyr et participe à plusieurs batailles de la fin du Premier Empire.
Il suit après 1815 des études de droit, et devient notaire à Lyon en 1822, puis président de la Chambre des notaires, de 1845 à 1847. 
Opposant à la monarchie de Juillet, il se présente aux élections législatives de 1842 et à celles de 1846 mais est à chaque fois battu par Paul-Jean Sauzet, député sortant soutenu par le gouvernement. Il est auparavant élu conseiller municipal de Lyon en 1831 puis en 1841. 
Il participe à la campagne des Banquets en 1847, dont celui du 23 novembre aux Brotteaux qui réunit toutes les personnalités lyonnaises réclamant plus de liberté politique. Après la mort, le 8 décembre, du maire Jean-François Terme, il est de nouveau élu conseiller municipal avec le soutien d’un comité électoral mais c’est le premier adjoint Clément Reyre qui devient premier magistrat ; celui-ci n’a pas le temps de se faire confirmer dans ses fonctions de par la survenue de la Révolution de février 1848 : le 25 février Démophile Laforest proclame la République pour Lyon. Le lendemain, à la demande de Reyre, le conseil l’élit maire. 
Son mandat est marqué par sa capacité à contenir la révolte des Voraces. Obtenant le soutien de tous les partis il est élu à l’Assemblée nationale constituante le 23 avril, battant François-Vincent Raspail. Bien qu’il vote finalement pour l’ensemble de la Constitution, il est très fréquemment absent de l’Assemblée.
Confirmé dans sa fonction de maire par arrêté gouvernemental le 17 juin, il démissionne le 15 aout, estimant cette fonction incompatible avec son mandat de député. L’adjoint Charles Fraisse assure alors l’intérim jusqu’à la nomination d’Édouard Réveil. 
Démophile Laforest se représente lors des élections législatives de 1849 mais est battu. Il reprend alors son étude notariale et devient conseiller général du Rhône. Il est fait Chevalier de la Légion d'honneur le 16 aout 1850. 
Sous le Second Empire, il accepte d’être nommé membre du Conseil municipal contrôlé par le gouvernement. Poursuivi dans une affaire d’escroquerie, il s’exile en Angleterre en 1863. Sa Légion d’honneur lui est retirée à compter du 13 décembre 1864 en raison de sa condamnation. 
Il meurt à St Leonards-on-Sea en 1867.

## Sources
- « Démophile Laforest », dans Adolphe Robert et Gaston Cougny, Dictionnaire des parlementaires français, Edgar Bourloton, 1889-1891 [détail de l’édition]